# Hello! Morning
Hello! Morning (ハロー! モーニング。, Harō mōningu), souvent abrégé en Haromoni, est une émission de télévision japonaise mettant en vedette les membres du populaire groupe de J-pop Morning Musume, parfois accompagnées d'autres membres du Hello! Project.

## Histoire
Elle est diffusée chaque dimanche à l'heure du déjeuner à 11h30 d'avril 2000 à avril 2007 sur TV Tokyo, et se compose de différentes séquences: jeux, sketchs, invités, chansons , etc.. La durée de l'émission est de 30 minutes avec publicité à ses débuts, puis passe à 45 minutes fin 2001, puis à 60 minutes à partir de 2003. Elle est d'abord présentée par Yūko Nakazawa, leader du H!P, pendant les trois premières années, puis par Kei Yasuda en 2003 à sa départ du groupe, puis par Natsumi Abe à sa graduation en 2004 jusqu'à sa suspension provisoire en fin d'année, et, après un remplacement de quelques mois de Nakazawa en 2005, par Rika Ishikawa à sa graduation pendant les deux dernières années.
À la suite d'une baisse de l'audience, Hello! Morning s'arrête le 1er avril 2007, mais est directement remplacée par une nouvelle émission avec les Morning Musume, plus courte et au concept différent, Haromoni@, qui sera diffusée pendant un an et demi.
La scène originale du mème Internet "la marmotte psychopathe" (Dramatic Chipmunk ou Dramatic prairie dog) est extraite d'une séquence de Hello! Morning animée par les chanteuses du groupe Mini Moni.